# Ilex tepuiana
Ilex tepuiana là một loài thực vật có hoa trong họ Aquifoliaceae. Loài này được Steyerm. ex Edwin mô tả khoa học đầu tiên năm 1965.